# Buslijn 140 (Rotterdam)
Buslijn 140 is een buslijn in de regio Rotterdam, die wordt geëxploiteerd door de RET. De lijn rijdt van metrostation Kralingse Zoom via Oud-IJsselmonde en Bolnes naar Slikkerveer. Het is een gemaksbus die in de spits elk kwartier en buiten de spits elk half uur rijdt.

## Geschiedenis

#### Lijnen 7 en 40
De geschiedenis van lijn 140 begint wanneer vervoersmaatschappij De Twee Provinciën in 1965 bij de opening van de Van Brienenoordbrug buslijn 7 (Rotterdam Centraal - Van Brienenoordbrug - IJsselmonde - Bolnes - Slikkerveer - Ridderkerk) in het leven roept. In 1969 nam Westnederland de lijnen van De Twee Provinciën over en voegde vervolgens lijn 7 samen met lijn 5 (Rotterdam Centraal - Barendrecht - Heerjansdam - Rijsoord - Ridderkerk). Deze nieuwe lijn krijgt het lijnnummer 40 en heeft tot 1982 gereden tussen Rotterdam Centraal en Zuidplein. Na de ingebruikname van de Oost-West-metrolijn reed lijn 40 tussen metrostation Kralingse Zoom en Zuidplein.

#### Lijn 140
In datzelfde jaar werd, om verwarring met RET-lijnen te voorkomen, lijn 40 omgedoopt tot lijn 140. Tot 1996 heeft lijn 140 deze route gereden, totdat de lijn in dat jaar werd in tweeën werd gesplitst: 140 behield het traject Kralingse Zoom - Ridderkerk Raadhuisplein en een nieuwe lijn 185 nam de route van Ridderkerk naar Zuidplein over. In 2001 werd de lijn nog verder ingekort, tot Slikkerveer, om met ingang van de dienstregeling van 2003 weer verlengd te worden, ditmaal naar station Dordrecht. In 2010 is lijn 140 opnieuw ingekort tot Slikkerveer en nam lijn 144 de route naar Dordrecht over. Tegelijkertijd vond er een routewijziging in Oud-IJsselmonde plaats (de lijn voert nu over de Oostdijk in plaats van over de Tristanweg, Koninginneweg en Benedenrijweg), die de lijn tot haar huidige vorm maakte.
Met ingang van 30 augustus 2021 werd de route van lijn 140 in Slikkerveer gewijzigd: voortaan werd in beide richtingen via het Politiebureau van/naar het Dillenburgplein gereden, alwaar deze lijn gekoppeld werd aan de korte ritten van lijn 144.